# Sparkasse Baden
Die Sparkasse Baden mit Sitz in Baden ist eine Vereinssparkasse, deren Gewinne den Rücklagen zugeführt werden und somit der Einlagensicherung sowie der Bildung von Eigenkapital dienen. Sie ist Mitglied des Kooperations- und Haftungsverbundes der österreichischen Sparkassen und des österreichischen Sparkassenverbandes. Die Geschäftstätigkeit der Sparkasse Baden unterliegt der laufenden Aufsicht durch den Staatskommissär und der Finanzmarktaufsicht.

## Gründung und Geschichte
Die Idee der Gründung der Sparkasse Baden kam aus einer Gruppe christlichsozial denkender Menschen aus dem landwirtschaftlichen Bezirksverein, der einerseits das große Finanzierungsbedürfnis der agrarischen Bevölkerung, andererseits die Notwendigkeit der Selbsthilfe und Vorsorge des Mittelstandes erkannten. Die Landwirte benötigten Darlehen, um die nach 1848 entstandene Möglichkeit der Grundbefreiung zu nutzen. Der gesamte Mittelstand hatte in Baden keine Möglichkeit Bankgeschäfte zu tätigen. Am 13. Oktober 1868 fand die Gründungsversammlung mit der Wahl der Organe statt, so dass die Sparkasse Baden am 29. Dezember 1868 ihren Betrieb aufnehmen konnte. Ab dem Eröffnungsjahr setzte allerdings eine zum Teil künstlich erzeugte Hochkonjunktur ein. Diese endete im Börsenkrach von 1873 und kostete vielen Menschen auch Mittelstandes das gesamte Vermögen. Auch viele Banken, die vor allem zu Spekulationszwecken gegründet wurden, verloren ihre Existenz. Das war die erste Bewährungsprobe der jungen Sparkasse, die auf Grund ihrer Statuten das Geld ihrer Kunden nur für sichere Zwecke, nämlich für hypothekarisch gesicherte Darlehen und für den Kauf von Staatsanleihen verwenden durfte. Ihre Sparer verloren keinen Gulden.
Mit Stichtag 1. Jänner 2011 wurde die Sparkasse Kirchschlag AG mit der Sparkasse Baden verschmolzen. Die technische Zusammenführung erfolgte am 17. Juni 2011. (Die Bilanzsumme der Sparkasse Kirchschlag AG betrug zum 31. Dezember 2010 175,8 Mio. Euro, das sind 20 Prozent der Bilanzsumme der Sparkasse Baden.)

## Gemeinnützige Aktivitäten
Seit ihrer Gründung im Jahre 1868 war die Sparkasse Baden bemüht, kommunale Vorhaben zu unterstützen. Mehr als 7,5 Millionen Euro wurden im Laufe der 140 Jahre an Spenden an die Region ausgeschüttet. Die Sparkasse Baden fördert nahezu in allen Bereichen, beispielsweise den Betrieb des Badener City-Busses oder die Renovierung und jährlichen Zuwendungen zur Unterstützung der laufenden Aufführungen des Stadttheaters Baden. Zudem förderte sie den Bau der Römertherme.